# Plaza de toros Monumental de México

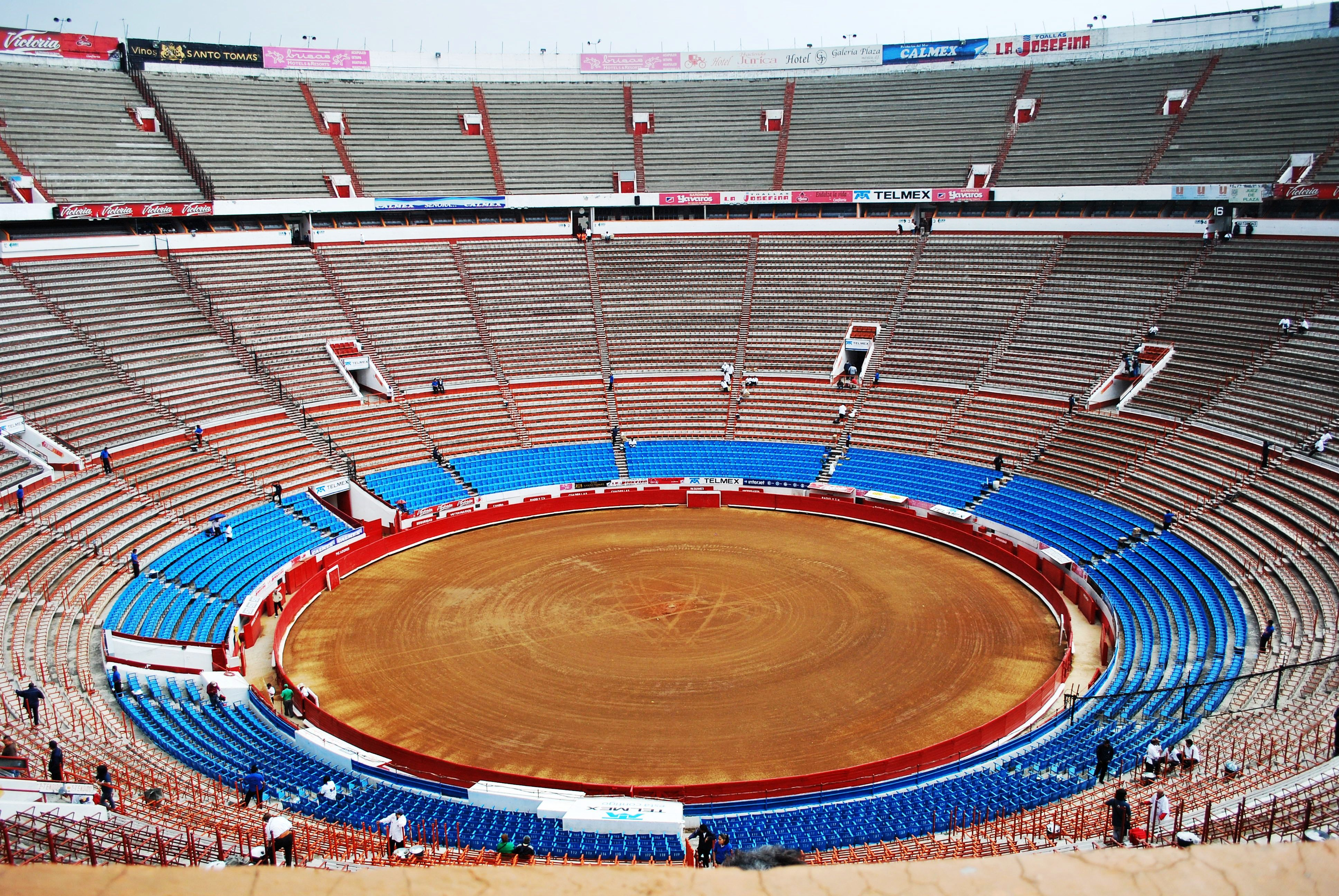
Ruedo de la Plaza México

La Plaza de Toros Monumental de Ciudad de México, oficialmente Plaza México, es la plaza de toros más grande del mundo. Fue inaugurada el 5 de febrero de 1946.
Está ubicada en la colonia Ciudad de los Deportes, junto al Estadio de la Ciudad de los Deportes. Tiene capacidad para 42 000 personas (sentadas), pero ha llegado a tener más de 50 000, estando dedicada casi exclusivamente a conciertos populares y eventos taurinos. Dispone de un ruedo de 43 m de diámetro, y un callejón de dos. Es de propiedad privada.
En la plaza tienen lugar la temporada grande de corridas, con al menos doce corridas en los domingos entre noviembre y enero, y la temporada de novilladas o temporada chica, con una duración reglamentaria de doce novilladas en los viernes y domingos entre septiembre y enero.
El 10 de junio de 2022 fue notificada la suspensión definitiva para eventos taurinos en lo que dura un juicio promovido por la asociación Justicia Justa por el maltrato animal en los espectáculos.

## Historia

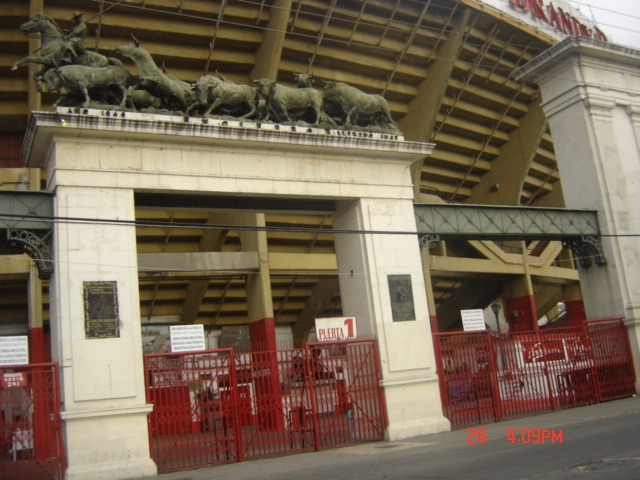
Entrada.

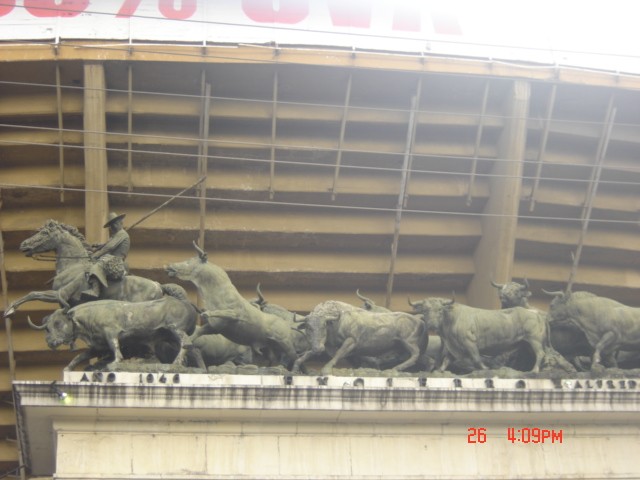
Esculturas de la entrada.

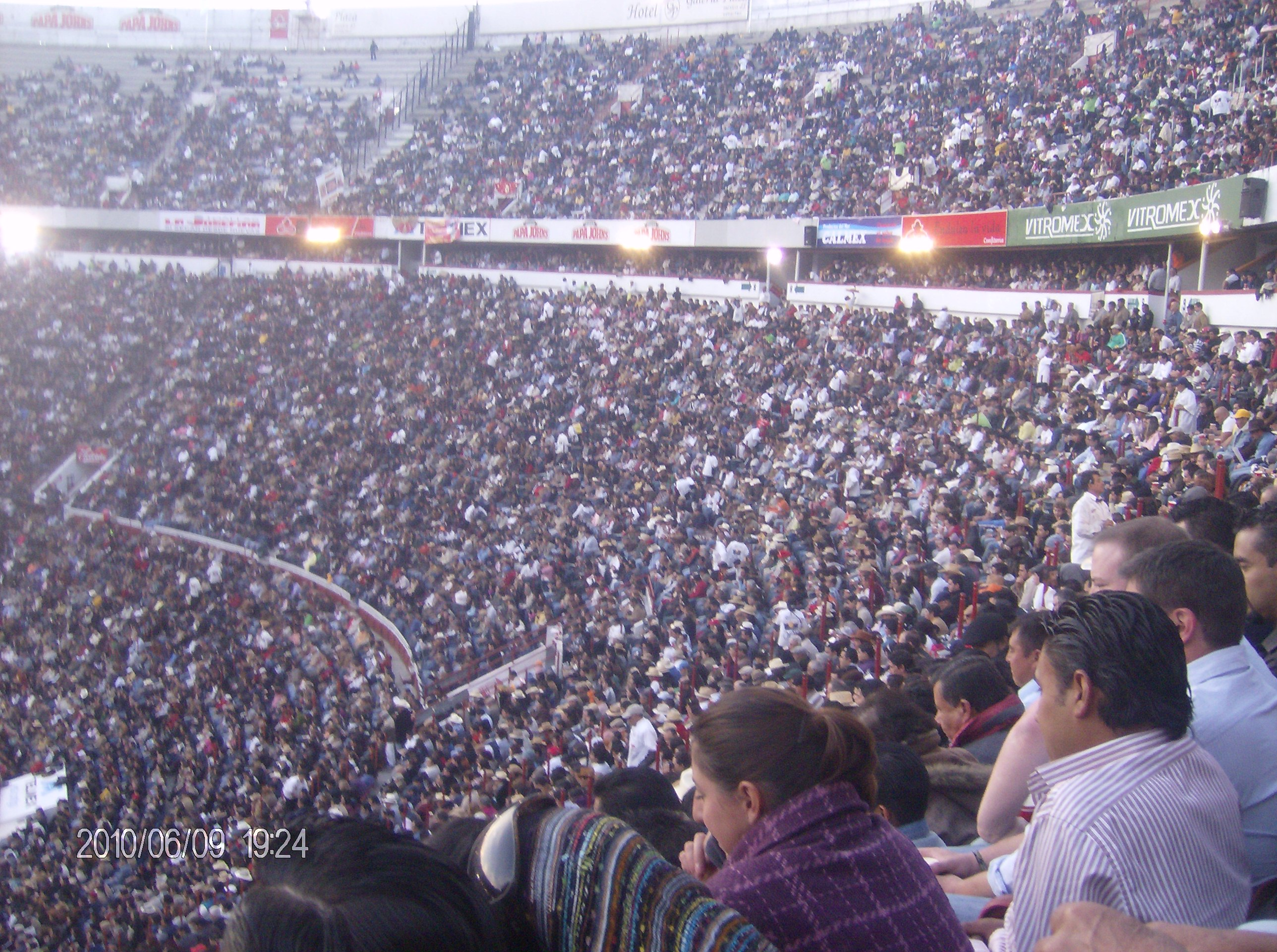
Detalle de los tendidos.

La Plaza México se construyó por iniciativa del empresario yucateco de origen libanés Neguib Simón. El proyecto inicial era construir la Ciudad de los Deportes, con plaza de toros, estadio de fútbol, canchas de tenis y frontón, boliches, cines, restaurantes, arena de box y lucha, alberca, playa con olas, y terreno para ferias y exposiciones, pero solo llegaron a construirse la plaza de toros y el Estadio de la Ciudad de los Deportes.
El ingeniero a cargo de la construcción fue Modesto C. Rolland. Las obras comenzaron el 1 de diciembre de 1924 donde se ubicaba una ladrillera de la colonia Nochebuena. En aquel tiempo el lugar se encontraba en una de las zonas más “modernas” y de exclusivos desarrollos del área urbana de la Ciudad de México. Se trata de una colosal obra monolítica de hormigón armado y su ruedo se encuentra 20 m por debajo de las calles adyacentes. Está rodeado por esculturas del valenciano Alfredo Just.
Durante los siglos XVI y XVII se levantaron plazas de toros con carácter provisional en distintos lugares de la Ciudad de México. Fueron de madera y por ello desmontables al concluir los festejos. La primera fija que se construye, llamada Real Plaza de toros de San Pablo, se levanta en el año 1788 y se inaugura el 24 de noviembre de 1788. En 1821 un incendio la destruye y en su lugar se erige otra plaza, cuya obra comenzó el 18 de enero de 1851. Fue inaugurada el 23 de noviembre de ese año con el nombre de Plaza de toros del Paseo Nuevo. En virtud de la ley promulgada el 28 de noviembre de 1867, se destruye. Esa Ley prohibía las corridas de toros. Abolida la prohibición en 1887, inmediatamente se construyó la de San Rafael, inaugurada el 20 de febrero de ese año y demolida en 1889. Fue de madera.
Para los aficionados acostumbrados a ver las corridas en el Toreo de La Condesa, ubicada en la colonia Roma, cerca del centro de la ciudad capital, la lejanía del ruedo resultó un punto relevante, además del aparentemente poco taurino diseño y el costo del boletaje. Se hablaba en 1946 que los costos de los boletos para el festejo inaugural nunca habían sido vistos. Una barrera de sombra costaría cincuenta pesos.
La plaza de Toros México contaba con 49 filas además de los palcos. Por ello, en la época se le auguraba un escaso éxito al proyecto por sus magnitudes colosales. En medio de la repulsa general, La Monumental Plaza México fue bendecida por el arzobispo de México, Luis María Martínez, quien dio la primera vuelta al ruedo.
En 1936 los diestros españoles se negaron a torear con Fermín Espinosa Armillita Chico en Madrid y otras plazas españolas, el diestro mexicano y Marcial Lalanda, entonces Presidente de la Asociación de Matadores, culminaron la polémica al romper la relación taurina entre España y México cuando los toreros mexicanos fueron expulsados de España. A su regreso a México Armillita Chico y otros diestros decidieron imponer sus condiciones a los toreros españoles que viniesen a torear a México. Los diestros debían confirmar la alternativa en la primera plaza del país, La Monumental de México, así como acatar sus normas dentro de los ruedos tales como la forma de cambiar los tercios, quitarse la montera en determinadas ocasiones o dar la vuelta al ruedo para recibir el reconocimiento del público en sentido contrario al recorrido que se realiza en España. En temas musicales, en la Monumental de México, que es la plaza de toros más grande del mundo, se realiza el despeje de plaza y el paseíllo bajo los sones del pasodoble Cielo Andaluz, compuesto en 1912 por Rafael Gascón Aquilúe nacido en Calatorao (Zaragoza) y emigrado a México en 1895. El pasodoble fue dedicado por Rafael Gascón a la entonces bajo la dirección de Velino Preza. Con el mismo nombre existe otro pasodoble compuesto por Pascual Marquina Narro, que nada tiene que ver con el pasodoble taurino que suena en México.

## Datos de la plaza

### Dimensiones
- Superficie: 1452 m²
- Diámetro del ruedo: 43.0 m
- Altura: (desde el ruedo) 35.9 m
- Hundimiento del ruedo al nivel del suelo: 20.0 m

### Localidades
- Barreras: 2270
- Primer Tendido: 3274
- Segundo Tendido: 12 792
- Palcos: 1 030
- Balcones: 105
- Lumbreras: 1 279
- General: 20 709
- Total: 41 262 Lleno completo: 45 a 50 mil aficionados.

## Corridas de inauguración

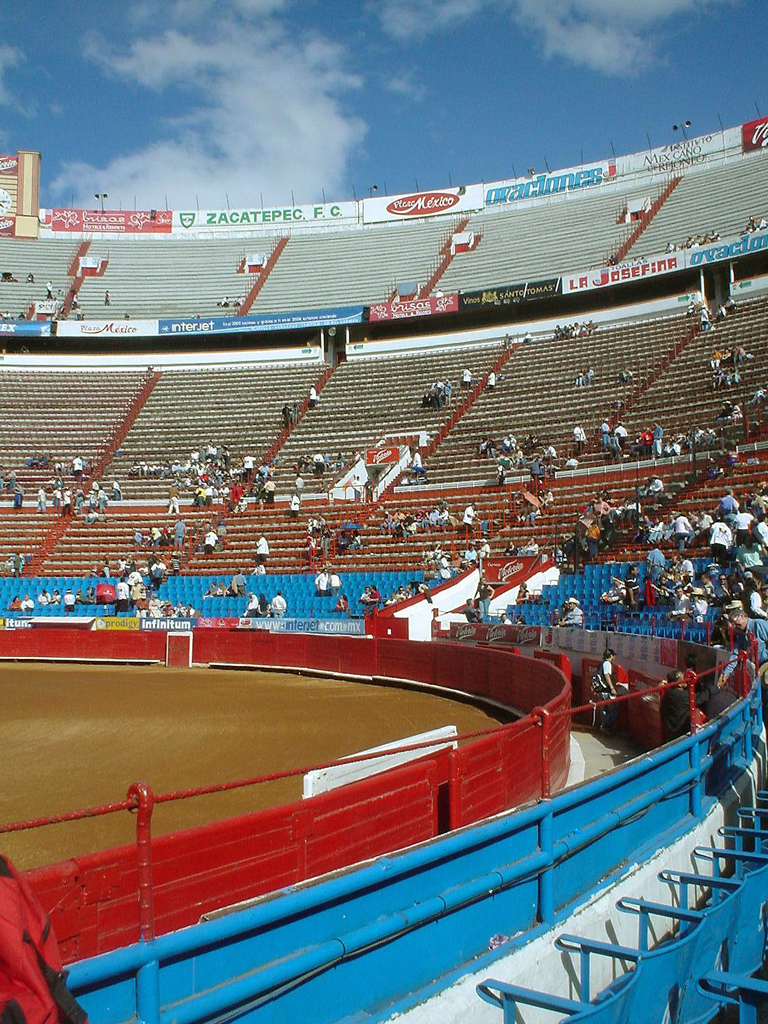
Vista de la plaza de toros.

### Primera corrida
Fue inaugurada el 5 de febrero de 1946, con toros de San Mateo para los toreros Luis Castro "El Soldado", Manuel Rodríguez "Manolete" y Luis Procuna "El Berrendito de San Juan".
A pesar de la puntualidad del inicio de las corridas de toros y dadas las condiciones de la inauguración, el festejo se retrasó diez minutos, por los problemas de los aficionados para encontrar la plaza y después su localidad. El paseíllo fue encabezado por cuatro alguacilillos. Un enorme arreglo floral adornada el ruedo. Desde ese primer festejo ese adorno fue patrocinado por una casa productora de llantas.
El primer toro era Jardinero, número 33, cárdeno oscuro caribello, al que le abrió la puerta de toriles José Medina. 
El primer capotazo lo dio “Chato” Guzmán. El primer puyazo fue de José Noriega “El Cubano”, quien sufrió también el primer tumbo. El primer par de banderillas fue de “Chato” Guzmán. El primer muletazo, primera faena, primera estocada y primer descabello, de Luis Castro “El Soldado”, primer espada, quien vistió un terno marfil y plata.
“Manolete” cortó una oreja al ejemplar corrido en segundo lugar, llamado Fresnillo, negro, número 14. Para tan señalada ocasión el Monstruo de Córdoba vistió con colores tabaco y oro. Luis Procuna cortó la segunda oreja, primera para un torero mexicano, al tercero de la tarde llamado Gavioto, negro, número 55.
"Gallito", negro, número 15, fue lidiado en cuarto lugar; Peregrino, quinto de la tarde, fue devuelto. Para el ganadero, de manera indebida. Monterillo, número 13, lo sustituyó. “Manolete” dio vuelta al ruedo a pesar de haberlo pinchado hasta en cuatro ocasiones. El sexto fue "Limonero", número 82, negro capacho.
La tarde significó triunfos para “Manolete” y Luis Procuna. Para las primeras corridas las localidades de barrera fueron improvisadas con unos asientos de tule. Sobre uno de los túneles aparecía el palco de la Autoridad. Esa tarde inaugural fue ocupado por Carlos Zamora, juez, y Rosendo Béjar, quien cambiaba las suertes.

### Segunda corrida
El segundo festejo se llevó a cabo el sábado 16 de febrero. La plaza no se llenó. Se llevó a cabo un mano a mano entre Silverio Pérez y “Manolete”, con toros de Torrecilla. El diestro de Córdoba cortó una oreja a "Espinoso", cuarto de la tarde. Silverio cortó orejas y rabo, el primero de la plaza, a "Barba Azul".

### Tercera corrida
La tercera corrida se llevó a cabo el martes 25 de febrero. Hicieron el paseíllo “Manolete”, Luis Procuna y Rafael Perea “El Boni”, que confirmó su alternativa. Los toros fueron nuevamente de Torrecilla. El viento no permitió el lucimiento de los alternantes. Procuna tuvo petición de oreja y dio vuelta al ruedo.

### Cuarta corrida
Fue hasta el 9 de marzo cuando se dio la cuarta corrida de esta breve serie inaugural con Joaquín Rodríguez Ortega “Cagancho”, Luis Castro “El Soldado” y Silverio Pérez con otra corrida de San Mateo. Fueron cuatro corridas de ganaderías de Zacatecas y de los hermanos Llaguno las lidiadas en los festejos de apertura del coso monumental. Lo mejor de la cuarta tarde, en la que sopló fuerte viento, fueron cuatro varas de Abraham Juárez Límber.

## Corridas memorables
- Fue el empresario Curro Leal quien regresa a festejar el día de la inauguración de la Plaza de toros México el 5 de febrero de 1992 con toros de "De Santiago". Los diestros fueron Roberto Domínguez, Jorge Gutiérrez y Arturo Gilio (2 orejas, rabo). Alternativa de Arturo Gilio con el toro "Chirusín", 498 kg. Regaló el sobrero, "Genovés", que fue premiado con la vuelta al ruedo.
- Rafael Herrerías quien ha gustado de volver a las corridas de ocho toros y ofreció una muy buena el 27 de marzo de 1995 con triunfal actuación de Federico Pizarro ante "Consentido" y de Miguel Espinosa con otro toro Xajay.
- Un festejo que pasó a la historia fue el del 50.º aniversario el 5 de febrero de 1996 con Ramón Serrano a caballo, Manolo Mejía, Enrique Ponce y Jorge Gutiérrez con toros de Xajay; esa tarde, los 3 espadas regalaron un toro cada uno, siendo lidiados 10 en esa tarde.
- En la misma fecha del año 2001, Eulalio López "Zotoluco" triunfó cortando orejas así como Julián López "El Juli", Enrique Ponce e Ignacio Garibay, lidiando reses del mismo hato Queretano de Xajay.
- Es hasta la Temporada Grande 2009-2010, que Curro Leal como empresario (1988-1993) y (2006-2010) por segunda vez del embudo más grande del mundo ratificó un mano a mano entre el madrileño José Tomás y el aguascalentense Arturo Macías, triunfo memorable del mexicano ya que salió triunfal de esta corrida y paso a la historia.
- El 28 de febrero del 2010, la michoacana Hilda Tenorio toma la alternativa de manos del matador Manolo Mejía y la presencia del español Ruíz Manuel. Salen a hombros de la plaza Mejía y Tenorio, al cortar dos y una oreja, respectivamente. La torera mexicana Hilda Tenorio se convirtió así en la primera mujer que toma la alternativa en la Plaza México, y la primera matadora de toros que sale a hombros y corta oreja en esta plaza.[8]
- El 12 de diciembre de 2010 el día de la virgen de Guadalupe el diestro Sebastián Castella indulta a un toro de Teófilo Gómez de nombre Guadalupano.[9]
- El 30 de enero de 2011 se celebró en el coso de insurgentes la 13.ª corrida de la temporada grande 2010-2011 conmemorativa por el festejo de la corrida número mil Eulalio López "Zotoluco" que haría dos buenas faenas cortando una oreja a cada uno de sus astados. Alternó con el diestro madrileño Julián López "El Juli", que tuvo una buena actuación con su primero y una magnífica con el segundo, que desafortunadamente pinchó y se vio obligado a dar un toro de regalo de nombre Guapetón al cual en una magnífica faena cortó dos orejas y un rabo.
- El 29 de enero de 2006 un toro de la ganadería de Cuatro Caminos y de nombre Pajarito, que le correspondía al tapatío Xavier Ocampo, prácticamente "voló" hasta una altura de 2,26 m al brincar desde el ruedo hasta las gradas una distancia de 2,22 m y aterrizó en la segunda fila de la barrera de sombra, ocasionando once heridos, entre ellos algunos corneados.[10]

## Otros eventos en la Plaza México
- En 1984 Vicente Fernández ofreció un concierto llamado Un Mexicano en La México en el cual llenó por completo bajo la lluvia, el día 15 de septiembre de aquel año, La Monumental Plaza México. Años más tarde este concierto fue lanzado en CD.[11]
- A finales de 1985 el entonces cantante juvenil Luis Miguel ofrece tres presentaciones consecutivas como parte de la Gira Palabra De Honor
- El 29 de abril de 1988 el cantante español Miguel Ríos se presentó en este recinto como parte de su gira de Rock en el Ruedo, en donde promociona el lanzamiento de su álbum La Encrucijada.[12]
- En 1989 José José logra abarrotar la Plaza de Toros México 2 noches consecutivas, convirtiéndose en el único que lo ha conseguido, cantando para más de 100 000 personas.
- Televisa Radio ocupó desde 1997 este recinto para la realización de los festivales "La Fiesta de la Radio" de la emisora 'Ke Buena 92.9 F.M.' y El Evento Vox de la estación 'Vox F.M. 101.7', esta última posteriormente cambió de nombre a 'Los 40 Principales' y el masivo pasó a llamarse El Evento 40, ambos con llenos totales hasta que se dejaron de realizar en abril de 2005, ya que a partir de noviembre del mismo año, se llevan a cabo en el Estadio Azteca.
- En 1993 una función de lucha libre con luchadores de AAA celebró el evento denominado Triplemanía I, en celebracíon de un año de la entonces naciente empresa de Lucha Libre AAA. una magna y maratónica función que ha quedado grabada con letras de oro en la historia de la Lucha Libre Mexicana, porque por primera ocasión se llevó a cabo una “Lucha de Retiro”, protagonizada por Cien Caras y Konnan, un combate bastante polémico en donde a raíz de la intromisión de Jake Roberts; Konnan caería derrotado, alejándose por un tiempo de la Lucha Libre, no obstante el Perro Aguayo y Máscara Año 2000, ambos pondrían en juego respectivamente cabellera y máscara, en un duelo sangriento donde el Zacatecano daría a conocer el rostro de Chucho Reyes; por si esto fuera poco también se llevaría a cabo un combate de corte titular entre Lizmark y La Parka, donde el “Geniecillo Azul” haría una defensa exitosa al título nacional semicompleto, además de que se presentarían por primera ocasión “Los Relevos AAA”.
- En 1994 el grupo Bronco hace una importante presentación en este recinto logrando un lleno total pese a las críticas que se decían sobre que la agrupación regia no lograría llenar este lugar.
- En la Plaza de Toros México es el decimocuarto álbum de la cantante pop mexicana Ana Gabriel y su segundo en vivo. Fue lanzado el 1998. Esta es una recopilación de rancheras anteriores auto-escritas y material pop.
- En 1999, la mexicana Lucero La Novia de América, festejó sus primeros 20 años de carrera artística en un concierto con lleno total de casi 50 000 personas, editando un CD doble, titulado Un Lucero en la México vendiendo más de 200 000 copias y televisado en México y Estados Unidos. Actualmente el CD sigue distribuyéndose.
- En 2000 albergó un evento denominado Padrísimo, en el cual alternaron artistas mexicanos y una función de lucha libre con luchadores tanto de AAA como del CMLL, misma que acabó en un todos contra todos en el cuadrilátero. El evento fue con motivo del Día del Padre
- También ha sido un escenario extremo, ya que Red Bull ha organizado eventos del certamen mundial de motocross estilo libre Red Bull X-Fighters.
- En 2006 el ahora expresidente de la república Felipe Calderón realizó un acto de agradecimiento a sus seguidores en la Plaza México, resguardado por la Policía Federal Preventiva, el Estado Mayor Presidencial y el Ejército Mexicano.
- En mayo del 2007 se ofreció un concierto del grupo musical español Mägo de Oz, dicho concierto fue grabado, para posteriormente aparecer en un DVD, sin embargo, solo aparecieron unas cuantas canciones. El DVD ya mencionado lleva por nombre Barakaldo D.F.
- El 28 de enero de 2012 se presenta Espinoza Paz el evento llamado Espinoza Paz y sus amigos teniendo como invitados a Aleks Syntek, María José, Oscar Cruz, Alejandra Orozco y Paulina Rubio en un concierto magno.[13]
- El 1 de noviembre de 2017 celebra en el ruedo de la plaza sus 80 años Juan Bautista Pérez del Blanco.

- En 2023 él cantante Junior H logró llenar dos veces la plaza, reuniendo a más de 50 mil personas por presentación.[15]